# Эль-Прогресо (Гондурас)
Эль-Прогре́со (исп. El Progreso) — город на севере Гондураса, в департаменте Йоро.

## Географическое положение
Расположен в долине Сула, на берегу реки Улуа. Площадь муниципалитета составляет 547,5 км².

## Население
По данным на 2013 год численность населения составляет 146 098 человек.
Динамика численности населения города по годам:
| 1988   | 2001   | 2013    |
| ------ | ------ | ------- |
| 60 058 | 90 475 | 146 098 |

## Экономика
Благодаря плодородным почвам экономика Эль-Прогресо базируется на сельском хозяйстве. В окрестностях города находятся плантации по выращиванию масличной пальмы, бананов, прочих фруктов и овощей. Также достаточно развито животноводство, в частности крупного рогатого скота, текстильное производство.
Эль-Прогресо иногда называется «Велосипедный город», так как многие горожане для передвижения используют велосипед, как более быстрый и экономичный вид транспорта. Возможно, это отражение относительной бедности местного населения.

## Мико Кемадо
Горный хребет Мико Кемадо является одной из главных достопримечательностей города. Он находится к востоку от Эль-Прогресо, к западу от долины Сула. Более 280 км² площади этой горной цепи защищены правительством Гондураса. Для обеспечения экологического благополучия и защиты экосистемы, в которой находится богатая флора и фауна, на этой территории был создан Национальный парк.

## Галерея

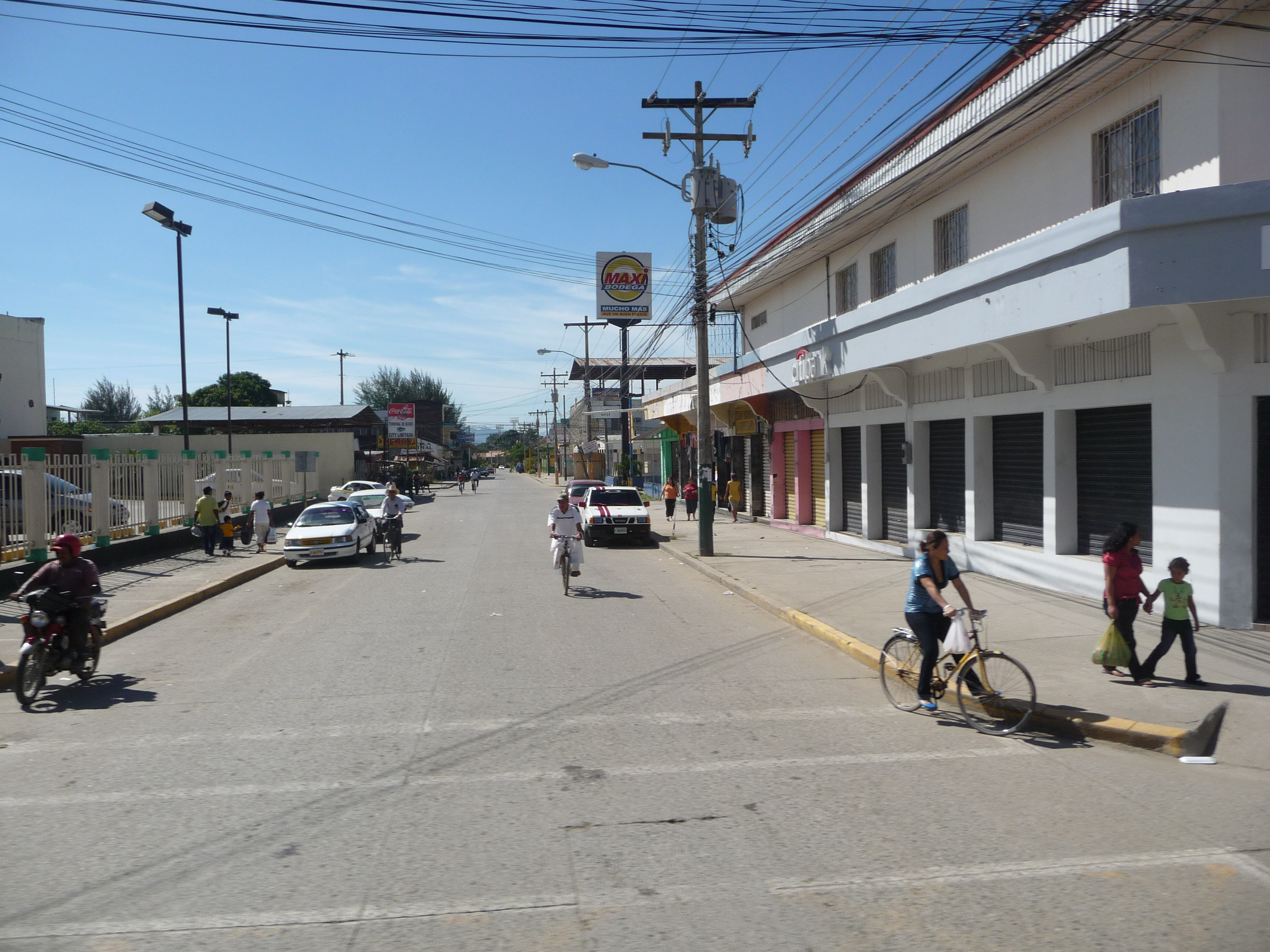
Типичная улица в центре города